# 中国人民武装警察部队装备部
中国人民武装警察部队装备部，位于北京市，是中国人民武装警察部队总部机关职能部门，负责中国人民武装警察部队装备工作。

## 沿革
在深化国防和军队改革启动前，武警总部机关设有司令部、政治部、后勤部这三大部，装备部是司令部下属的二级部门，称中国人民武装警察部队司令部装备部。
2016年，在深化国防和军队改革中，武警部队调整改革全面铺开，总部机关在2016年3月已按新体制编制运行。新体制编制下，武警部队机关由原先的三大部（司令部、政治部、后勤部）改成四部委（参谋部、政治工作部、后勤部、纪委）。随后，2016年8月中国人民武装警察部队参谋部装备局在《中国国防报》的报道中亮相。
2017年10月7日，据“人民武警”微信公众号消息，2017年10月6日上午，武警部队司令员王宁、政治委员朱生岭，副司令员秦天、王兵，副政治委员张瑞清、姚立功，纪委书记王长河，参谋长郑家概，政治工作部主任颜晓东，后勤部部长孔诚，装备部部长管延密等领导到北京展览馆参观了“砥砺奋进的五年”大型成就展。该消息显示，武警部队机关近期再次进行体制编制调整改革，新组建了正军级警官管延密少将任部长的中国人民武装警察部队装备部。

## 历任领导
| 部长 1. 管延密 武警少将（2017年—） | 副部长 - [[]] 武警少将（2017年—） |